# ジョアン・ルプナン
ジョアン・テオ・トム・ルプナン（フランス語: Johann Théo Tom Lepenant, 2002年10月22日 - ）は、フランス・マンシュ県グランヴィル出身のサッカー選手。リーグ・アン・ナント所属。ポジションはMF。

## クラブ歴
マンシュ県グランヴィルに生まれ、地元のUSグランヴィルでサッカーを始めた。2017年にSMカーンに移籍し、2020年9月12日にリーグ・ドゥでプロ初出場を記録した。
2022年6月22日にリーグ・アンのオリンピック・リヨンに5年契約で完全移籍した。
2024年8月10日、FCナントにレンタル移籍した。

## 代表歴
2019年にUEFA U-17欧州選手権2019、2019 FIFA U-17ワールドカップに出場した。

## タイトル

### 代表
U-23フランス代表
- パリオリンピック銀メダル: 2024